# Henry Ramos Allup
Henry Ramos Allup (Valencia, 17 d'octubre de 1943) és un polític veneçolà, que va ser president de l'Assemblea Nacional de Veneçuela i secretari general del partit socialdemòcrata Acción Democrática. Va ser la màxima autoritat del seu partit a la Taula d'Unitat Democràtica, coalició de partits opositors al govern del President Nicolás Maduro.
Henry Ramos Allup és fill d'Amanda Allup de Ramos, mestressa de casa de Caracas i Emilio Ramos Rachid, metge, tots dos amb ascendència libanesa. Té una germana anomenada Amanda Ramos de Del Nido
Format com a advocat, va ser diputat de l'Assemblea Legislativa de l'Estat Carabobo i quatre vegades diputat per l'Estat Carabobo al Congrés de la República, va exercir com a líder de la Fracció Parlamentària d'Acció Democràtica. A les eleccions de 2000 va ser elegit diputat per la circumscripció de Caracas.
En les Eleccions Parlamentàries de Veneçuela de 2010 Ramos Allup va ser elegit diputat per la Taula de la Unitat Democràtica per al Parlament de Veneçuela. L'agost de 2012 va ser elegit també vicepresident de la Internacional Socialista. Va ser elegit novament diputat a l'Assemblea Nacional per la circumscripció número 3 del Districte Capital per al període 2016-2021 amb 139.435 vots (69,83%).
Va ser escollit President de l'Assemblea Nacional el gener de 2016, en substitució de Diosdado Cabello, càrrec que va ostentar durant un any.
El seu primer matrimoni va ser a Valencia i va contreure segones nupcies amb Diana D'Agostino, amb qui va tenir tres fills: Rodrigo Emilio, Ricardo Enrique i Sergio Renato.